# Chiesa di San Michele Arcangelo (Monte Porzio)
La chiesa di San Michele Arcangelo è la parrocchiale di Monte Porzio, in provincia di Pesaro e Urbino e diocesi di Senigallia; fa parte della vicaria di Mondolfo-Corinaldo.

## Storia
La prima citazione della pieve di Monte Porzio risale al 1223 ed è contenuta nella bolla di papa Onorio III recante la data del 29 maggio; una seconda menzione è contenuta nella bolla di papa Gregorio IX del 1° novembre 1232.
Nel 1582 risultava già esistente la confraternita del Santissimo Sacramento; a partire dalla fine di quel secolo il luogo di culto fu interessato da un rifacimento completo.
Siccome alla fine dell'Ottocento la parrocchiale era insufficiente a soddisfare le esigenze dei fedeli, il cui numero era aumentato considerevolmente, nel 1896 fu condotto un ampliamento in occasione del quale, su progetto del perito Leopoldo Sbrozzi, l'edificio venne rimaneggiato, dotato della navata laterale di sinistra e sopraelevato da quattro metri; al termine dei lavori, il 2 settembre 1899 il vescovo di Senigallia Giulio Boschi impartì la benedizione.
In seguito all'evento sismico del 1930 la canonica, che sorgeva contigua al fronte della chiesa, fu demolita e ricostruita in altra posizione, cosicché si poté rimodellare la facciata, non più ostruita da altri edifici; la parrocchiale venne consacrata il 3 maggio 1935.
Nel 1980, in occasione dell'adeguamento liturgico, l'antico altare preconciliare venne demolito, per poi essere però riassemblato e sistemato in posizione rivolta verso l'assemblea nel 2000, mentre nel 2009 si procedette all'aggiunta dell'ambone; nel 2015 la chiesa venne interessata da alcuni interventi di manutenzione.

## Descrizione

### Esterno
La facciata a salienti della chiesa, rivolta a nordovest, si compone di tre corpi: quello centrale, più alto, presenta il portale maggiore architravato e una nicchia ospitante la statua della Madonna delle Grazie, mentre le due ali laterali sono caratterizzate dagli ingressi secondari.
Annesso alla parrocchiale è il campanile a base quadrata, la cui cella presenta su ogni lato una monofora a tutto sesto ed è coronata dalla cupola.

### Interno
L'interno dell'edificio si compone di tre navate, separate da pilastri sorreggenti degli archi a tutto sesto e abbelliti da lesene tuscaniche, sopra le quali corre la cornice modanata e aggettante su cui si impostano le volte a botte lunettate; al termine dell'aula si sviluppa il presbiterio, rialzato di due gradini, ospitante l'altare maggiore e chiuso dall'abside.
Qui sono conservate diverse opere di pregio, tra le quali la pala avente come soggetto San Michele Arcangelo che sconfigge Lucifero, attribuita a Giuliano Rettori (XVI secolo), e la statua raffigurante Maria Santissima Addolorata.